# 정강군 (고려)
정강군 왕조(定康君 王珇, ? - 1398년 8월 26일)는 고려 후기의 왕족, 군인이며 왕위 계승권자였다. 고려 신종의 8대손이며, 고려 공양왕의 조카이다. 할아버지는 정원부원군 인효대공 왕균이고, 할머니는 충렬왕의 증손녀 국대비 왕씨이다. 조선 건국 후에도 상장군으로 재직 중이었다. 고려 공양왕계열의 마지막 장손이었다. 다른 이름은 노조(盧珇)이다.

## 생애
고려 신종의 8대손으로, 고조부는 익양후 분, 증조부는 순화후 유, 할아버지는 정원부원군 인효대공 왕균이다. 아버지는 고려 공양왕의 형 정양군 왕우이고 어머니는 교하 노씨이다. 생년월일은 고려사, 고려사절요에 전하지 않고, 고려 성원록에도 전하지 않아 미상이다.
할머니 국대비 왕씨는 충렬왕의 증손녀이고 강양공 왕자의 손녀였다.
고려 말에 상장군을 지내고, 정강군에 봉해졌다. 초기 행적은 미상이다. 그의 누이가 조선 태조 이성계의 아들 무안대군 방번의 처가 되어 1392년 7월 고려가 망하고 조선이 건국하고도 생존하였다. 조선 개국 후에는 외가의 성을 따라 노(盧)씨 성을 사용하였으나, 아버지가 사망한 후 귀의군(歸義君) 작위를 습봉하면서 왕씨 성으로 복성하였다. 1397년 상장군(上將軍)에서 특진 보국숭록대부(輔國崇祿大夫)로 승진했다.
1398년(조선 태조 7년) 8월 26일 동생 왕관(王琯)과 함께 왕자의 난에 휩쓸려 죽임을 당하였다. 부인과 자녀의 행적은 기록이 전하지 않아 미상이다. 매장지는 미상이다.
정강군과 원윤 왕관이 사형되면서 정원부원군 삼한국 인효대공 왕균의 직계 후손은 모두 절손되었다. 그러나 그의 둘째 종조부 학성군 향과 그의 두 아들 남평군 화, 평강군 양, 남평군의 아들 원윤 왕근(王根) 등이 있었으나 1394년 사형당했다. 평강군 양의 아들이자 7촌 조카뻘 되는 왕흡(王洽)에게서 후손이 이어졌다.

## 가족 관계
- 조부 : 정원부원군 왕균(定原府院君)
- 조모 : 국대비 왕씨(國大妃 王氏) 충렬왕의 아들 강양공 자의 손녀
  - 아버지 : 정양군 왕우(王瑀)
  - 어머니 : 교하 노씨(交河 盧氏) - 신양군(信陽君) 노영(盧瑛)의 딸
    - 동생 : 원윤 왕관(元尹 王琯, ? ~1398)
- 외조부 : 노영(盧瑛)
- 외조모 : 미상
- 진외증조부 겸 족증조부 : 강양공 자, 증조부 순화후 유와 12촌간이 된다.[3]